# Uxbenka
Uxbenka – prekolumbijskie stanowisko archeologiczne położone na południu Belize w dystrykcie Toledo. To miejskie osiedle starożytnych Majów jest najwcześniejszym ze znanych miast na nizinach południowego Belize, w którym znaleziono dowody na osadnictwo we wczesnym okresie klasycznym według mezoamerykańskiej chronologii (ok. 250-500 n.e.). W mieście odkryto wiele stell. Jest jednym z pięciu stanowisk majańskich w regionie, do których zaliczają się też Nim Li Punit i Lubaantun. Przypuszcza się, że Uxbenka została założona przez ludność z niziny Petén.